# Suctobelba serrata
Suctobelba serrata är en kvalsterart som beskrevs av Chinone 2003. Suctobelba serrata ingår i släktet Suctobelba och familjen Suctobelbidae. Inga underarter finns listade i Catalogue of Life.